# Хотинский мирный договор
Хоти́нский ми́рный до́говор — мирный договор, заключённый между Речью Посполитой и Османской империей 8 октября 1621 года, после завершения Хотинской битвы. Этим договором положен конец польско-турецкой войне 1620—1621 годов и установлена граница между Речью Посполитой и Османской империей на Днестре. Османская империя и Крымское ханство обязались не нападать на земли Речи Посполитой, а Речь Посполитая отдавала вассалу Турции Молдавии Хотин и обязалась прекратить походы запорожских казаков на Крым и Турцию. Этот мирный договор не привёл к изменению границ, но Речь Посполитая согласилась прекратить своё вмешательство в Молдавию. Речь Посполитая признала османский контроль над Молдавией. В Речи Посполитой, да и среди украинского казачества, остановка огромной османской армии воспринималась как великая победа.
Этот договор по большей части повторял более раннее соглашение – Бушский мирный договор 1617 года, заключенный между Станиславом Жолкевским и Искендер-Пашой. В договоре 1617 года говорилось, что Речь Посполитая не будет вмешиваться во внутренние дела османских вассалов в Трансильвании, Молдавии и Валахии, Речь Посполитая должна была прекратить набеги украинских казаков на земли Османской империи и Крымского ханства, уступая при этом её вассалу Молдавии Хотин. Взамен Османская империя и Крымское ханство обещали прекратить татарские набеги на земли Речи Посполитой.
С другой стороны, османы, несмотря на то, что они получили признание Речи Посполитой о своём контроле над Молдавией, были в гораздо худшем положении внутри страны. Примечательно, что Ходкевич был не единственным главой армии, кто погиб в результате этой битвы: сам султан Осман II заплатил высокую цену за провал своих планов. Хотинский исход и неудача османов в разгроме превосходящими силами небольшой армии Речи Посполитой заставили Османа возложить вину на янычар. Осман хотел модернизировать армию, которую он винил в поражении; однако его планам модернизации воспротивились сами янычары результатом чего стало восстание янычар в 1622 году, в ходе которого Осман II был убит.
Украинское казачество было обижено на этот договор и в дальнейшем готовило своё восстание против Речи Посполитой.
После заключения мира войска расположились друг напротив друга на поле боя (коронное войско — в форме орла с распростертыми крыльями во главе с Владиславом Вазой, вчерашние враги — в форме полумесяца во главе с султаном Османом II) и стояли так около часа. После этого султан подарил королевичу огромного слона и великолепного коня, королевич вместе с превосходным конём подарил 2 пушки отличной работы. Самойло Величко утверждал, что воины обеих сторон на прощание склонили друг перед другом головы.